# Silinus mirabilis
Silinus mirabilis är en skalbaggsart som först beskrevs av Lewis 1900.  Silinus mirabilis ingår i släktet Silinus och familjen stumpbaggar. Inga underarter finns listade i Catalogue of Life.